# Out Come the Wolves
 (octobre 2024).
Le contenu est difficilement compréhensible vu les erreurs de traduction, qui sont peut-être dues à l'utilisation d'un logiciel de traduction automatique.
Pour plus de détails, voir Fiche technique et Distribution.
Out Come the Wolves est un thriller d'horreur canadien de 2024 réalisé par Adam MacDonald et scénarisé par Enuka Okuma à partir d'une histoire de MacDonald, Okuma et Joris Jarsky. Il met en vedette Missy Peregrym, Jarsky et Damon Runyan. L'histoire suit un groupe d'amis dont le voyage de camping se transforme en cauchemar lorsqu'ils sont traqués par une meute de loups dans une forêt reculée.
Le film a été distribué par Altitude Film Entertainment, le 30 août 2024. Le film a reçu des critiques généralement positives de la part des critiques.

## Synopsis
L'intrigue de Out Come the Wolves tourne autour d'un couple canadien, Sophie (Missy Peregrym) et Nolan (Damon Runyon), qui décide de se retirer dans les bois afin que Nolan, un écrivain culinaire, puisse travailler sur un article sur la chasse et se reconnecte avec les origines de la nourriture que nous consommons. Pour les guider, ils invitent Kyle (Joris Jarsky), un ancien ami de Sophie et chasseur expérimenté, à rester avec eux et à enseigner à Nolan les bases de la chasse.
Dès le début, il est évident que Kyle a toujours des sentiments pour Sophie. Il révèle que sa petite amie n'a pas pu les rejoindre à la dernière minute, les plaçant ainsi seuls tous les trois dans la cabine. Au fur et à mesure qu'ils passent du temps ensemble, la tension monte entre les trois, alimentée par des remarques chargées sur leur passé commun. Il est révélé que Sophie et Kyle ont eu une brève rencontre amoureuse, et Nolan sent que Kyle n'en a pas fini, surtout quand Kyle devient hostile en apprenant que Sophie et Nolan sont maintenant fiancés. Alors que Kyle enseigne à Nolan comment manipuler des armes comme des fusils et des arcs, ses instructions comportent un sentiment de menace sous-jacente.
Le lendemain, lors d'une partie de chasse, Nolan et Kyle rencontrent un loup vorace qui attaque Nolan, le laissant grièvement blessé. Bien que Kyle parvienne à combattre le loup, il décide, dans un moment de panique et d'égoïsme, de laisser derrière lui Nolan ensanglanté. Cette action ouvre la voie à une confrontation tendue entre Sophie et Kyle. Même s’il semble que Sophie doive repousser les avances d’un ex-amant jaloux et potentiellement dangereux, le film prend une tout autre tournure. Au lieu de confronter Kyle, Sophie et lui se disputent brièvement avant de décider de retourner ensemble dans les bois à la recherche de Nolan. Cependant, ils se retrouvent bientôt confrontés à la même meute de loups, qui semblent avoir développé un goût pour le sang.

## Fiche technique
- Titre : Out Come the Wolves
- Scénario :
- Réalisation : Adam MacDonald
- Direction artistique :
- Cinématographie par: Christian Bielz
- Décors :
- Département du son : Jason Perreira, Rob Sinko, Marilee Yorston
- Pays d'origine :  Canada
- Format : Couleurs
- Genre :  horreur
- Durée : 86 minutes
- Dates de sortie : 30 août 2024 
  - États-Unis : 30 août 2024

## Distribution
- Missy Peregrym : Sophie
- Joris Jarsky : Kyle
- Damon Runyan : Nolan

## Production

### Genèse et développement
Le tournage principal d'Out Come the Wolves a commencé début 2023, et le tournage devrait se poursuivre jusqu'en mai 2023. Le tournage principal a eu lieu à Dundas, en Ontario, tandis que la deuxième unité a été achevée à Red Deer, en Alberta. Le film a été produit par December Films et High Park Entertainment, avec Eric Birnberg, Thomas Walden,Todd Berger et Thomas Vencelides comme producteurs. et a été tourné dans divers endroits forestiers éloignés du Canada. Réalisé par Adam MacDonald, connu pour son expertise dans le genre de l'horreur, le film se concentre sur des effets pratiques et des représentations réalistes de loups, utilisant un mélange d'animaux dressés et d'animatroniques.
La cinématographie, dirigée par Christian Bielz, utilise une caméra portative et un éclairage naturel pour créer une expérience immersive, capturant les luttes intenses et désespérées des personnages. écrit par Enuka Okuma à partir d'une histoire de Jarsky, MacDonald et Okuma.

## Distribution
En octobre 2020, il a été annoncé qu'IFC Midnight  avait acquis les droits américains et que levelFilm avait acquis les droits canadiens. distribuer le film. Out Come the Wolves est sorti par Altitude Film Entertainment via Shudder (service de streaming) le 30 août 2024.
Il a également été projeté commercialement au Scotiabank Theatre de Toronto le 31 août.

## Réception
Lors de sa sortie mi-2024, Out Come the Wolves a reçu des critiques positives de la part des critiques et du public. Le film a été salué pour sa représentation réaliste de la survie, l'utilisation efficace de la tension et du suspense et les solides performances des acteurs, en particulier Missy Peregrym et Joris Jarsky. Cependant, certains critiques ont noté que le rythme du film ralentissait au milieu, mais dans l'ensemble, il offrait une expérience captivante et terrifiante.

### Accueil critique
Sur le site agrégateur d'avis Rotten Tomatoes, 72 % des 25 avis critiques sont positifs, avec une note moyenne de 6,4/10.
Clint Worthington de RogerEbert.com a donné au film 2/4 étoiles et a écrit :

« [É]tonnamment, la première moitié avec les humains est meilleure que la reprise réchauffée de "The Grey" que nous obtenons dans les 45 dernières minutes. Les performances sont solides, mais professionnelles ; Pourtant, les acteurs le mâchent avec une certaine délectation, entre l'élan à la Hilary Swank de Peregrym et Runyon se comportant avec la sincérité sournoise de Rob Heubel prenant un rôle dramatique. »

Shaina Weatherhead de Collider a fait remarquer: «Bien que le principe soit familier, Out Come the Wolves est un thriller de survie intense qui amène un triangle amoureux prévisible à des sommets brutaux et sanglants. » Il a déclaré : « En termes de performances, Out Come the Wolves agit autant comme un drame de personnage intime que ça fait un foutu buffet de loups. De la part des deux personnages masculins, les exigences émotionnelles oscillent entre jalousie bouillonnante et terreur abjecte.» 